# Giro d'Italia 1957
Il Giro d'Italia 1957, quarantesima edizione della "Corsa Rosa", si svolse in ventuno tappe dal 18 maggio al 9 giugno 1957 per un percorso totale di 3 926 km. Fu vinto da Gastone Nencini.
Alla partenza della diciottesima tappa Gaul era in maglia rosa con 56" su Nencini e 1'17" su Bobet. Dopo 102 chilometri Gaul si fermò per fare pipì e i francesi scatenarono l'offensiva insieme a Nencini e Poblet. Poblet si aggiudicò la tappa, con 1'26" su Baldini e Bobet e 1'38" su Nencini. Gaul arrivò in trentesima posizione con un ritardo di 10 minuti, infuriato con Bobet per il colpo basso. La mossa non bastò al francese per vincere il Giro: la maglia rosa passò sulle spalle di Nencini che la conservò con pochi secondi di vantaggio sino a Milano.

## Tappe
| Tappa  | Data      | Percorso                                         | km    | Vincitore di tappa  | Leader cl. generale |
| ------ | --------- | ------------------------------------------------ | ----- | ------------------- | ------------------- |
| 1ª     | 18 maggio | Milano > Verona                                  | 191   | Rik Van Steenbergen | Rik Van Steenbergen |
| 2ª     | 19 maggio | Verona > Bosco Chiesanuova (cron. individuale)   | 28    | Charly Gaul         | Charly Gaul         |
| 3ª     | 20 maggio | Verona > Ferrara                                 | 169   | Miguel Poblet       | Louison Bobet       |
| 4ª     | 21 maggio | Ferrara > Cattolica                              | 190   | André Vlayen        | Louison Bobet       |
| 5ª     | 22 maggio | Cattolica > Loreto                               | 235   | Alessandro Fantini  | Louison Bobet       |
| 6ª     | 23 maggio | Loreto > Terni                                   | 175   | Wout Wagtmans       | Louison Bobet       |
| 7ª     | 24 maggio | Terni > Pescara                                  | 221   | Antonin Rolland     | Louison Bobet       |
| 8ª     | 25 maggio | Pescara > Napoli                                 | 250   | Vito Favero         | Nino Defilippis     |
| 9ª     | 26 maggio | Napoli > Frascati                                | 220   | Miguel Poblet       | Nino Defilippis     |
| 10ª    | 27 maggio | Roma > Siena                                     | 227   | Miguel Poblet       | Nino Defilippis     |
| 11ª    | 28 maggio | Siena > Montecatini Terme                        | 230   | Rik Van Steenbergen | Nino Defilippis     |
|        | 29 maggio | giorno di riposo                                 |       |                     |                     |
| 12ª    | 30 maggio | Montecatini Terme > Forte dei Marmi (cron. ind.) | 58    | Ercole Baldini      | Louison Bobet       |
| 13ª    | 31 maggio | Forte dei Marmi > Genova                         | 163   | Bruno Monti         | Louison Bobet       |
| 14ª    | 1º giugno | Genova > Saint-Vincent                           | 235   | Mario Baroni        | Antonin Rolland     |
| 15ª    | 2 giugno  | Saint-Vincent > Sion (CHE)                       | 134   | Louison Bobet       | Louison Bobet       |
| 16ª    | 3 giugno  | Sion (CHE) > Campo dei Fiori                     | 229   | Alfredo Sabbadin    | Charly Gaul         |
| 17ª-1ª | 4 giugno  | Varese > Como                                    | 82    | Alessandro Fantini  | Charly Gaul         |
| 17ª-2ª | 4 giugno  | Como > Como                                      | 34    | Rik Van Steenbergen | Charly Gaul         |
|        | 5 giugno  | giorno di riposo                                 |       |                     |                     |
| 18ª    | 6 giugno  | Como > Monte Bondone                             | 242   | Miguel Poblet       | Gastone Nencini     |
| 19ª    | 7 giugno  | Trento > Levico Terme                            | 199   | Charly Gaul         | Gastone Nencini     |
| 20ª    | 8 giugno  | Levico Terme > Abano Terme                       | 157   | Rik Van Steenbergen | Gastone Nencini     |
| 21ª    | 9 giugno  | Abano Terme > Milano                             | 257   | Rik Van Steenbergen | Gastone Nencini     |
| Totale | Totale    | Totale                                           | 3 926 |                     |                     |

## Squadre e corridori partecipanti
Partecipano alla competizione 120 ciclisti in rappresentanza di quindici squadre, ciascuna composta da otto ciclisti. Quattro formazioni, Cora-Elvé, Velo Club Bustese, ERG-Girardengo e Ignis-Doniselli, gareggiano in rappresentanza rispettivamente di Belgio, Francia, Paesi Bassi e Spagna; Faema-Guerra presenta una selezione internazionale (ciclisti di Lussemburgo, Svizzera e Italia), mentre le altre dieci squadre sono interamente italiane.
| N.    | Cod. | Squadra           |
| ----- | ---- | ----------------- |
| 1-8   | FAE  | Faema-Guerra      |
| 9-16  | PEU  | Cora-Elvé         |
| 17-24 | VCB  | Velo Club Bustese |
| 25-32 | LOC  | ERG-Girardengo    |
| 33-40 | IGN  | Ignis-Doniselli   |
| 41-48 | ASB  | Asborno-Fréjus    |
| 49-56 | ATA  | Atala             |
| 57-64 | BIA  | Bianchi-Pirelli   |

| N.      | Cod. | Squadra              |
| ------- | ---- | -------------------- |
| 65-72   | BIF  | Bif-Welter           |
| 73-80   | BOT  | Bottecchia-Gripo     |
| 81-87   | CAR  | Carpano-Coppi        |
| 89-96   | CHL  | Chlorodont           |
| 97-104  | LEG  | Legnano              |
| 105-112 | SNP  | San Pellegrino Sport |
| 113-120 | TOR  | Torpado-Girardengo   |

## Classifiche finali

### Classifica generale - Maglia rosa
| Pos. | Corridore         | Squadra    | Tempo      |
| ---- | ----------------- | ---------- | ---------- |
| 1    | Gastone Nencini   | Chlorodont | 104h45'06" |
| 2    | Louison Bobet     | VC Bustese | a 19"      |
| 3    | Ercole Baldini    | Legnano    | a 5'59"    |
| 4    | Charly Gaul       | Faema      | a 7'31"    |
| 5    | Raphaël Géminiani | VC Bustese | a 17'28"   |
| 6    | Miguel Poblet     | Ignis      | a 19'49"   |
| 7    | Raymond Impanis   | Cora-Elvé  | a 21'06"   |
| 8    | Pasquale Fornara  | Bif-Welter | a 24'16"   |
| 9    | Wout Wagtmans     | ERG        | a 24'29"   |
| 10   | Antonin Rolland   | VC Bustese | a 27'29"   |

### Classifica scalatori
| Pos. | Corridore         | Squadra    | Punti |
| ---- | ----------------- | ---------- | ----- |
| 1    | Raphaël Géminiani | VC Bustese | 56    |
| 2    | Charly Gaul       | Faema      | 38    |
| 3    | Louison Bobet     | VC Bustese | 36    |
| 4    | Miguel Poblet     | Ignis      | 25    |
| 5    | Gastone Nencini   | Chlorodont | 20    |

### Classifica traguardi volanti
| Pos. | Corridore           | Squadra    | Punti |
| ---- | ------------------- | ---------- | ----- |
| 1    | Rik Van Steenbergen | Cora-Elvé  | 36    |
| 2    | Guido Carlesi       | Bottecchia | 21    |
| 3    | Emilio Bottecchia   | Bottecchia | 18    |
| 4    | Pierino Baffi       | Bif-Welter | 15    |
| 5    | Arrigo Padovan      | Atala      | 13    |
| 5    | Mario Tosato        | Torpad     | 13    |

### Classifica squadre
| Pos. | Squadra           | Punti |
| ---- | ----------------- | ----- |
| 1    | Legnano           | 953   |
| 2    | Atala             | 1132  |
| 3    | Velo Club Bustese | 1161  |
| 4    | ERG-Girardengo    | 1178  |
| 5    | Bottecchia-Gripo  | 1180  |